# Laurounet
Le Laurounet est une rivière du département de l'Hérault et un affluent de la Lergue, donc un sous-affluent de l'Hérault.

## Géographie
La longueur de son cours d'eau est de 7,8 km.
Le Laurounet prend sa source dans la grotte de Labeil. Il passe ensuite à Lauroux où ses eaux se mêlent à celles du Rauzet (2,8 km), puis il conflue avec la Lergue en aval de Poujols.

## Affluents
Le Laurounet a trois ruisseaux affluents contributeurs connus.